# Llanos de San Juan
Los Llanos de San Juan son una región natural del centro-oriente de México. El grueso del área se localiza en el estado de Puebla, con pequeñas porciones en Tlaxcala y Veracruz. Toman su nombre de la población de San Juan de los Llanos, cuyo nombre actual es Libres. Por tal motivo, se conocen también como Llanura de Libres o Cuenca de Libres-Oriental, en referencia a la ciudad de Oriental.

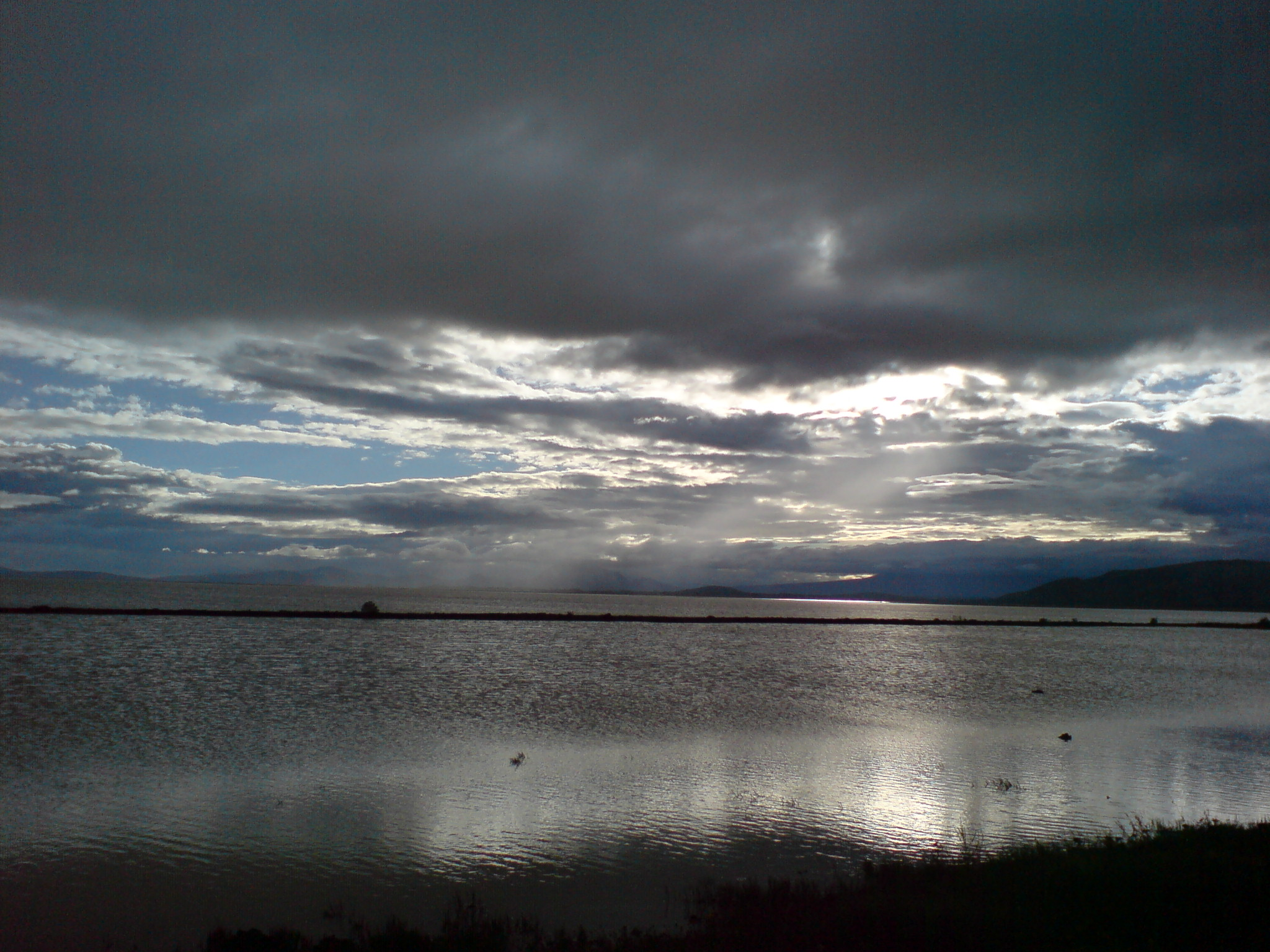
La Laguna de Totolcingo

Los Llanos de San Juan forman parte del declive noroeste del Citlaltépetl o Pico de Orizaba. Se trata de una cuenca endorreica enclavada entre la Sierra Norte de Puebla y varios brazos del Eje Neovolcánico. Como consecuencia, las aguas de la cuenca no tienen salida al mar y forman lagos endorreicos, salinos, como la Laguna de Totolcingo y la Laguna el Salado. Estos lagos tienen una escasa profundidad y varían drásticamente en tamaño a lo largo del año. Además, su alta salinidad dificulta su aprovechamiento agrícola.
Otra peculiaridad hidrológica de la zona es la presencia de varios llamados axalapascos o maares. Se trata de depresiones de origen volcánico con presencia de lagunas cratéricas. El mayor de estos axalapascos es el cerro Xalapasco, a las afueras de Ixtenco, Tlax., cerca del volcán la Malinche. Sin embargo, resultan mucho más interesantes por sus endemismos aquellos que contienen cuerpos de agua perennes, como las lagunas de Alchichica, Aljojuca, Atexcac, Las Minas, Quechulac y Tecuitlapa. Algunas de las especies endémicas y vulnerables de la zona son el género de charales del altiplano (Poblana spp.), así como el ajolote de Alchichica (Ambystoma taylori).
Actualmente, existen disputas — avivadas por factores como el abastecimiento de la zona metropolitana de Puebla, la instalación de la planta armadora Audi en San José Chiapa y las concesiones de uso de agua a empresas mineras de la zona— en cuanto al manejo de los recursos hídricos de la región de los Llanos, que corren peligro de sobreexplotación.